# Chloriona sachalinensis
Chloriona sachalinensis är en insektsart som beskrevs av Matsumura 1935. Chloriona sachalinensis ingår i släktet Chloriona och familjen sporrstritar. Inga underarter finns listade i Catalogue of Life.